# Michel Darbellay
Michel Darbellay (21. srpna 1934 Orsières – 11. června 2014 Martigny) byl švýcarský horolezec. Pocházel z osmi sourozenců a lézt začal se svým otcem. V roce 1960 vystoupil bez bivaku na skalní věž Dru. Mezi jeho další úspěchy patřily rychlé (přibližně šestihodinové) výstupy na hory Aiguille Noire de Peuterey (1961) a Matterhorn (1962), obě severními stěnami. V srpnu roku 1963 se pokusil o sólový výstup severní stěnou na bezmála čtyři tisíce metrů vysokou horu Eiger. Před ním se o sólový výstup neúspěšně pokoušelo šest lidí (tři z nich ve stěně zahynuli). Darbellay jako první dosáhl úspěchu. V roce 1967 absolvoval expedici do Grónska a roku 1968 na aljašskou horu Denali (dosáhl vrcholu).